# Хоккейный мяч

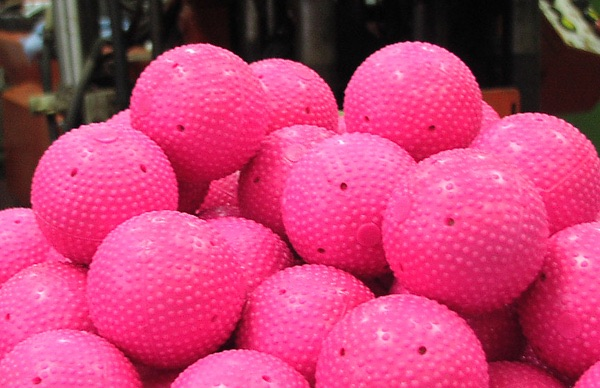
Современный мяч для хоккея с мячом

Не путать с мячами для хоккея на траве и хоккея на роликах (роллеркея).
Хоккейный мяч — предмет сферической формы, используемый в игре в хоккей с мячом, где основной целью игры является забить его в ворота.

## История
Правило II.1 Правил игры в хоккей с мячом определяет, что мяч должен быть шарообразным и упругим, диаметром 63 мм (±2 мм) и весом 60-65 г. Сердцевина мяча должна быть устойчивой к влаге и промерзанию. Мяч, сделанный из каучука, кожи или пробки, должен быть закрыт полностью пластиком, имеющим шероховатую поверхность.
При падении на лёд с высоты 150 см мяч должен отскакивать вверх на 15-30 см. Мяч окрашивается в яркий цвет, например красный, малиновый или оранжевый. Ранее широко использовались мячи красного, затем оранжевого цветов, с 2000 года в России перешли на мячи розово-малинового цвета. Таким образом были учтены пожелания телекомпаний — мяч стал более различимым на льду.
По размерам мячи для хоккея с мячом подразделяются на малые (Kosa, Jofa — 60 мм) и стандартные (Jofa — 62,4 мм; мячи российского производства (ИП Перхунов, Спортэкс) — 63,8 мм). Соревнования среди взрослых команд проводятся стандартными мячами.
Для производства современных мячей для хоккея с мячом используется выдержанная пробковая крошка, которая при определенных технологических условиях запрессовывается в твердый шар, а последний затем под давлением «облачается» в так называемую рубашку из пластиката.